# 無義突變
無義突變（Nonsense mutation）是基因序列中造成終止密碼子提早出現的點突變，會使轉譯提前終止，產生大小較小、不具功能的蛋白質產物，無義突變發生的位點距正常的終止密碼子越近，對蛋白質造成的影響一般越小。杜興氏肌肉營養不良症、某些乙型地中海貧血、少數囊腫性纖維化（G542X）、胡勒尔综合征與嬰兒嚴重肌陣攣性癲癇等遺傳性疾病和數種癌症均為重要的基因發生無義突變造成，有統計顯示造成人類疾病的突變中有5%至15%為無義突變。
細胞轉譯具無義突變的mRNA時會啟動無義介導的mRNA降解（NMD）途徑抑制轉譯，並將mRNA降解移除。某些情況下細胞中的無義突變抑制因子（如突變的tRNA）會抑制無義突變，使核糖體轉譯至突變位點時發生轉譯連讀（translational readthrough）而繼續轉譯。氨基糖苷類化合物可與rRNA中負責解讀密碼子的區域結合，降低tRNA配對的準確度，因而有促進轉譯連讀的效果，可能用作治療無義突變所致遺傳疾病之藥物。

## 案例
```
    
DNA
: 5' - ATG ACT CAC 
CGA
 GCG CGA AGC TGA - 3'
         3' - TAC TGA GTG 
GCT
 CGC GCT TCG ACT - 5'
   
mRNA
: 5' - AUG ACU CAC CGA GCG CGA AGC UGA - 3'
   蛋白質:     
Met
 
Thr
 
His
 
Arg
 
Ala
 Arg 
Ser
 終止
```

假設上述基因序列中，編碼精氨酸的密碼子CGA發生無義突變而變為TGA，將使轉譯提前終止，產生較小的蛋白質。
```
    DNA: 5' - ATG ACT CAC 
TGA
 GCG CGA AGC TGA - 3'
         3' - TAC TGA GTG 
ACT
 CGC GCT TCG ACT - 5'
   mRNA: 5' - AUG ACU CAC 
UGA
 GCG CGU AGC UGA - 3'
   蛋白質:     Met Thr His 終止
```